# Чиатурский муниципалитет
Чиатурский муниципалитет (груз. ჭიათურის მუნიციპალიტეტი č'iaturis municipʼalitʼetʼi) — муниципалитет в Грузии, входящий в состав края Имеретия. Находится в центре Грузии, на территории исторической области Имеретия. Административный центр — Чиатура.

## История
Чиатурский район был образован в 1929 году в составе Кутаисского округа, с 1930 года в прямом подчинении Грузинской ССР. В 1951—1953 годах входил в состав Кутаисской области. 31 мая 1958 года район упразднён, а его территория передана в подчинение Чиатурскому горсовету. В 1995 году Чиатурский район был восстановлен.

## Население
По состоянию на 1 января 2018 года численность населения муниципалитета составила 39 272 жителя, на 1 января 2014 года — 54,9 тыс. жителей.
Согласно переписи 2002 года население района (муниципалитета) составило 56 341 чел. По оценке на 1 января 2008 года — 55,0 тыс. чел.
| Грузины | Армяне | Русские | Греки  | Осетины | Украинцы | Абхазы | Азербайджанцы |
| 99,0 %  | 0,4 %  | 0,3 %   | 0,07 % | 0,04 %  | 0,04 %   | 0,03 % | 0,02 %        |

| Грузины  | 39 708 | 99,56 %  |
| Армяне   | 76     | 0,19 %   |
| Русские  | 51     | 0,13 %   |
| Украинцы | 18     | 0,05 %   |
| Осетины  | 9      | 0,02 %   |
| Греки    | 6      | 0,02 %   |
| Абхазы   | 4      | 0,01 %   |
| другие   | 12     | 0,03 %   |
| всего    | 39 884 | 100,00 % |

## Административное деление
Территория муниципалитета разделена на 16 сакребуло:
- 1 городское (kalakis) сакребуло:
- 0 поселковых (dabis) сакребуло:
- 12 общинных (temis) сакребуло:
- 3 деревенских (soplis) сакребуло:

## Список населённых пунктов
В состав муниципалитета входит 61 населённых пунктов, в том числе 1 город.
- Чиатура (груз. ჭიათურა)
- Бегиаури (груз. ბეგიაური)
- Бжиневи (груз. ბჟინევი)
- Бига (груз. ბიღა)
- Буникаури (груз. ბუნიკაური)
- Вакевиса (груз. ვაკევისა)
- Вани (груз. ვანი)
- Вачеви (груз. ვაჭევი)
- Гвитори (груз. ღვითორი)
- Гезрули (груз. გეზრული)
- Гундаети (груз. გუნდაეთი)
- Дарквети (груз. დარკვეთი)
- Джокоети (груз. ჯოყოეთი)
- Джолхеети (груз. ჯოლხეეთი)
- Диди-Кацхи (груз. დიდი კაცხი)
- Зеда-Беретиса (груз. ზედა ბერეთისა)
- Зеда-Ргани (груз. ზედა რგანი)
- Зеда-Чаловани (груз. ზედა ჭალოვანი)
- Зедубани (груз. ზედუბანი)
- Зоди (груз. ზოდი)
- Итхвиси (груз. ითხვისი)
- Калаури (груз. კალაური)
- Кацхи (груз. კაცხი)
- Кбилари (груз. ქბილარი)
- Квахаджелети (груз. კვახაჯელეთი)
- Квацихе (груз. ქვაციხე)
- Кведа-Беретиса (груз. ქვედა ბერეთისა)
- Кведа-Чаловани (груз. ქვედა ჭალოვანი)
- Мандаети (груз. მანდაეთი)
- Мгвимеви (груз. მღვიმევი)
- Мелушеети (груз. მელუშეეთი)
- Мереви (груз. მერევი)
- Мечхетури (груз. მეჩხეთური)
- Мордзгвети (груз. მორძგვეთი)
- Мохоротубани (груз. მოხოროთუბანი)
- Навардзети (груз. ნავარძეთი)
- Нигозети (груз. ნიგოზეთი)
- Патара-Чхираули (груз. პატარა ჩხირაული)
- Перевиса (груз. პერევისა)
- Ргани (груз. რგანი)
- Рцхилати (груз. რცხილათი)
- Сакурце (груз. საკურწე)
- Салиети (груз. სალიეთი)
- Сарквелтубани (груз. სარქველთუბანი)
- Свери (груз. სვერი)
- Скиндори (груз. სკინდორი)
- Табагреби (груз. თაბაგრები)
- Твалуети (груз. თვალუეთი)
- Ткемлована (груз. ტყემლოვანა)
- Усахело (груз. უსახელო)
- Халипаури (груз. ხალიფაური)
- Хвашити (груз. ხვაშითი)
- Хреити (груз. ხრეითი)
- Цасри (груз. წასრი)
- Цинсопели (груз. წინსოფელი)
- Цирквали (груз. წირქვალი)
- Цкалшави (груз. წყალშავი)
- Цхруквети (груз. ცხრუკვეთი)
- Чиловани (груз. ჭილოვანი)
- Шукрути (груз. შუქრუთი)
- Эцери (груз. ეწერი)